# Thiago Alves (lutador)
Thiago Alves Araújo (Fortaleza, 3 de outubro de 1983) é um lutador brasileiro de artes marciais mistas, especialista em muay thai.

## Biografia
O início nas artes marciais se deu aos 15 anos de idade lutar, no muay thai. Aos 17 anos, começou no MMA. Com 19, Thiago saiu do Brasil para Coconut Creek, Flórida, Estados Unidos para treinar na academia American Top Team.

### Carreira no UFC
Após o início a sua carreira em organizações menores, como a Absolute Fighting Championships e King of the Cage, Alves recebeu um convite para fazer sua estreia no Ultimate Fighting Championship, no evento Ultimate Fight Night 2 contra Spencer Fisher. Alves foi finalizado com um triângulo.
Thiago lutou contra Ansar Chalangov, no UFC 56, ganhando por nocaute técnico. 
Em sua terceira luta, no UFC 59, derrotou Derrick Noble por nocaute técnico no primeiro round.
No Ultimate Fight Night 5, Alves perdeu para Jon Fitch por nocaute técnico.
Voltou a vencer no evento Ortiz vs. Shamrock 3: The Final Chapter contra Jonh Alessio por decisão unânime.
No ano de 2006, no UFC 66, Alves derrotou Tony DeSouza com uma joelhada. Após a vitória, foi anunciado que Alves testou positivo para um diurético, espironolactona, que ele supostamente utilizado para ajudá-lo a perder peso para atingir o limite de sua categoria. Alves foi suspenso por oito meses e a Comissão do Estado de Nevada o multou por US$ 5500.
Alves regressou no Ultimate Fight Night 11, em 2007, onde ele nocauteou o lutador japonês Kuniyoshi Hironaka com um soco e uma joelhada no segundo assalto.
Menos de dois meses mais tarde, Alves enfrentou Chris Lytle no UFC 78 onde venceu devido a uma interrupção médica.
Em sua primeira luta de 2008 no UFC Fight Night 13, Alves enfrentou Karo Parisyan, onde venceu por nocaute técnico devido as suas joelhadas.
Após vencer Matt Hughes no UFC 85 e depois Josh Koscheck no UFC 90, Alves se qualificou para a disputa dos pesos meio-médios do Ultimate Fighting Championship onde foi derrotado por Georges St. Pierre no UFC 100 após decisão unânime dos juízes.
Em agosto de 2010, no UFC 117 revanche contra Jon Fitch, com quem tinha lutado em 2006, foi novamente derrotado por decisão unânime dos juízes, acumulando assim duas derrotas seguidas em seu cartel de lutas.
Alves enfrentou John Howard no UFC 124. Alves venceu por decisão unânime.
Em seguida, Thiago Alves então enfrentou Rick Story no UFC 130, sendo derrotado por decisão unânime dos juízes.
Sua luta seguinte foi contra o sueco Papy Abedi no UFC 138. A luta terminou no primeiro round, após Alves finalizar o oponente.
Em 3 de março de 2012, no UFC on FX: Alves vs. Kampmann, Alves enfrentou o dinamarquês Martin Kampmann. Depois de ter dominado a luta quase inteira, o brasileiro caiu diante de uma guilhotina no último minuto da luta.
O brasileiro enfrentaria em sua próxima luta o japonês Yoshihiro Akiyama em 21 de julho de 2012 no UFC 149. Entretanto, Akiyama saiu do combate devido uma lesão e foi substituído por Siyar Bahadurzada. Entretanto, no dia 1 de junho, Thiago saiu do combate devido uma lesão, sendo substituído por Chris Clements.
Thiago enfrentaria Matt Brown em 17 de agosto de 2013 no UFC Fight Night: Shogun vs. Sonnen. No entanto, o brasileiro saiu do combate devido uma lesão sendo substituído por Mike Pyle.
Depois de dois anos sem lutar devido a lesões, Alves retornou contra Seth Baczynski em 19 de abril de 2014 no UFC on Fox: Werdum vs. Browne. Ele ganhou por decisão unânime e recebeu bônus de luta da noite.
Thiago iria enfrentar Jordan Mein em 23 de agosto de 2014 no UFC Fight Night: Henderson vs. dos Anjos. Contudo, o brasileiro saiu do combate devido a mais uma lesão. A luta foi remarcada para 31 de janeiro de 2015, no UFC 183. Alves ganhou por nocaute técnico no segundo round e o bônus de performance da noite.
Lutando duas vezes em um ano pela primeira vez desde 2011, Thiago enfrentou Carlos Condit em 30 de maio de 2015, na luta principal do evento UFC Fight Night: Condit vs. Alves, em Goiânia. O brasileiro perdeu por interrupção médica no intervalo do segundo para o terceiro round, após Carlos quebrar seu nariz.
Alves iria enfrentar Benson Henderson em 28 de novembro de 2015 no UFC Fight Night: Henderson vs. Masvidal. Todavia, em 14 de novembro, alegou uma lesão e foi substituído por Jorge Masvidal.
Era esperado que Thiago enfrentasse Al Iaquinta em 12 de novembro de 2016, no UFC 205. Contudo, em 19 de setembro, Iaquinta informou que não iria lutar enquanto não resolvesse questões contratuais com o evento. Para seu lugar entrou Jim Miller, o brasileiro iria fazer sua estreia nos leves, mas não conseguiu bater o peso, por isso a luta ocorreu em um peso casado de 75 kg. Thiago não recebeu multa, mas não pôde passar de 73,9 kg. Thiago perdeu por decisão unânime.
No retorno aos meio-médios, em 8 de abril de 2017, no UFC 210, o brasileiro derrotou Patrick Côté por decisão unânime.
Na luta seguinte, enfrentou o recém chegado ao UFC Curtis Millender. O brasileiro foi nocauteado no segundo round, com uma joelhada.

## Títulos e feitos
Ultimate Fighting Championship
- Luta da Noite (duas vezes)
- Performance da Noite (uma vez)
- Nocaute da Noite (uma vez)

## Cartel no MMA
| Cartel no MMA   |             |             |
| 38 lutas        | 23 vitórias | 15 derrotas |
| Por nocaute     | 12          | 3           |
| Por finalização | 2           | 5           |
| Por decisão     | 9           | 7           |

| Res.    | Cartel | Oponente           | Método                                     | Evento                                  | Data       | Round | Tempo | Local                    | Notas                                          |
| ------- | ------ | ------------------ | ------------------------------------------ | --------------------------------------- | ---------- | ----- | ----- | ------------------------ | ---------------------------------------------- |
| Derrota | 23-15  | Tim Means          | Finalização (guilhotina)                   | UFC on ESPN: Overeem vs. Rozenstruik    | 07/12/2019 | 1     | 2:38  | Washington D.C           |                                                |
| Derrota | 23-14  | Laureano Staropoli | Decisão (unânime)                          | UFC 237: Namajunas vs. Andrade          | 11/05/2019 | 3     | 5:00  | Rio De Janeiro           |                                                |
| Vitória | 23-13  | Max Griffin        | Decisão (dividida)                         | UFC Fight Night: Assunção vs. Moraes II | 02/02/2019 | 3     | 5:00  | Fortaleza                |                                                |
| Derrota | 22-13  | Alexey Kunchenko   | Decisão (unânime)                          | UFC Fight Night: Hunt vs. Oliynyk       | 15/09/2018 | 3     | 5:00  | Moscovo                  |                                                |
| Derrota | 22-12  | Curtis Millender   | Nocaute (joelhada)                         | UFC Fight Night: Cowboy vs. Medeiros    | 18/02/2018 | 2     | 4:17  | Austin, Texas            |                                                |
| Vitória | 22-11  | Patrick Côté       | Decisão (unânime)                          | UFC 210: Cormier vs. Johnson II         | 08/04/2017 | 3     | 5:00  | Buffalo, New York        | Retorno ao Meio-Médio                          |
| Derrota | 21-11  | Jim Miller         | Decisão (unânime)                          | UFC: 205: Alvarez vs. McGregor          | 12/11/2016 | 3     | 5:00  | New York, New York       | Estreia no Peso-Leve. Thiago não bateu o peso. |
| Derrota | 21-10  | Carlos Condit      | Nocaute Técnico (interrupção médica)       | UFC Fight Night: Condit vs. Alves       | 30/05/2015 | 2     | 5:00  | Goiânia                  |                                                |
| Vitória | 21-9   | Jordan Mein        | Nocaute Técnico (chute e socos)            | UFC 183: Silva vs. Diaz                 | 31/01/2015 | 2     | 0:39  | Las Vegas, Nevada        | Performance da Noite.                          |
| Vitória | 20-9   | Seth Baczynski     | Decisão (unânime)                          | UFC on Fox: Werdum vs. Browne           | 19/04/2014 | 3     | 5:00  | Orlando, Flórida         | Luta da Noite.                                 |
| Derrota | 19-9   | Martin Kampmann    | Finalização (guilhotina)                   | UFC on FX: Alves vs. Kampmann           | 03/03/2012 | 3     | 4:12  | Sydney                   |                                                |
| Vitória | 19-8   | Papy Abedi         | Finalização (mata leão)                    | UFC 138: Leben vs. Muñoz                | 05/11/2011 | 1     | 3:32  | Birmingham               |                                                |
| Derrota | 18-8   | Rick Story         | Decisão (unânime)                          | UFC 130: Rampage vs. Hamill             | 28/05/2011 | 3     | 5:00  | Las Vegas, Nevada        |                                                |
| Vitória | 18-7   | John Howard        | Decisão (unânime)                          | UFC 124: St. Pierre vs. Koscheck II     | 25/10/2010 | 3     | 5:00  | Montreal, Quebec         |                                                |
| Derrota | 17-7   | Jon Fitch          | Decisão (unânime)                          | UFC 117: Silva vs. Sonnen               | 07/08/2010 | 3     | 5:00  | Oakland, Califórnia      |                                                |
| Derrota | 17-6   | Georges St. Pierre | Decisão (unânime)                          | UFC 100: Making History                 | 11/07/2009 | 5     | 5:00  | Las Vegas, Nevada        | Pelo Cinturão Meio Médio do UFC.               |
| Vitória | 17-5   | Josh Koscheck      | Decisão (unânime)                          | UFC 90: Silva vs. Côté                  | 25/10/2008 | 3     | 5:00  | Rosemont, Illinois       |                                                |
| Vitória | 16-5   | Matt Hughes        | Nocaute Técnico (joelhada voadora e socos) | UFC 85: Bedlam                          | 07/06/2008 | 2     | 1:02  | Londres                  | Alves não bateu o peso.                        |
| Vitória | 15-5   | Karo Parisyan      | Nocaute Técnico (joelhada e socos)         | UFC Fight Night: Florian vs. Lauzon     | 02/04/2008 | 2     | 0:34  | Broomfield, Colorado     |                                                |
| Vitória | 14-5   | Chris Lytle        | Nocaute Técnico (corte)                    | UFC 78: Validation                      | 17/11/2007 | 2     | 5:00  | Newark, New Jersey       |                                                |
| Vitória | 13-5   | Kuniyoshi Hironaka | Nocaute Técnico (soco e joelhada)          | UFC Fight Night: Thomas vs. Florian     | 19/09/2007 | 2     | 4:04  | Las Vegas, Nevada        |                                                |
| Vitória | 12-5   | Tony DeSouza       | Nocaute (joelhada)                         | UFC 66: Liddell vs. Ortiz II            | 30/12/2006 | 2     | 1:10  | Las Vegas, Nevada        | Testou positivo para diuréticos proibidos.     |
| Vitória | 11-5   | John Alessio       | Decisão (unânime)                          | Ortiz vs. Shamrock 3: The Final Chapter | 10/10/2006 | 3     | 5:00  | Hollywood, Flórida       |                                                |
| Derrota | 10-5   | Jon Fitch          | Nocaute Técnico (pedalada e socos)         | UFC Fight Night 5                       | 28/06/2006 | 2     | 4:37  | Las Vegas, Nevada        |                                                |
| Vitória | 10-4   | Derrick Noble      | Nocaute Técnico (socos)                    | UFC 59: Reality Check                   | 15/04/2006 | 1     | 2:54  | Anaheim, Califórnia      |                                                |
| Vitória | 9-4    | Ansar Chalangov    | Nocaute Técnico (socos)                    | UFC 56: Full Force                      | 19/11/2005 | 1     | 2:25  | Las Vegas, Nevada        |                                                |
| Derrota | 8-4    | Spencer Fisher     | Finalização (triângulo)                    | UFC Ultimate Fight Night 2              | 03/10/2005 | 2     | 4:43  | Las Vegas, Nevada        | Estreia no UFC.                                |
| Vitória | 8-3    | Jeffrey Cox        | Nocaute (soco)                             | KOTC - Payback                          | 25/02/2005 | 1     | 0:15  | Cleveland, Ohio          |                                                |
| Vitória | 7-3    | Jason Chambers     | Finalização (verbal)                       | IHC 8 - Ethereal                        | 20/11/2004 | 1     | 4:57  | Hammond, Indiana         |                                                |
| Vitória | 6-3    | Nuri Shakir        | Decisão (unânime)                          | Absolute Fighting Championships 7       | 27/02/2004 | 2     | 5:00  | Fort Lauderdale, Flórida |                                                |
| Derrota | 5-3    | Derrick Noble      | Finalização (mata-leão)                    | Absolute Fighting Championships 6       | 06/12/2003 | 2     | 2:13  | Fort Lauderdale, Flórida |                                                |
| Vitória | 5-2    | Marcus Davis       | Decisão (dividida)                         | Hardcore Fighting Championships 2       | 18/10/2003 | 3     | 5:00  | Revere, Massachusetts    |                                                |
| Vitória | 4-2    | Mike Littlefield   | Nocaute Técnico (socos)                    | Mass Destruction 12                     | 16/08/2003 | 2     | 0:50  | Taunton, Massachusetts   |                                                |
| Vitória | 3-2    | Carlos Índio       | Nocaute Técnico (golpes)                   | Bitetti Combat Nordeste 2               | 20/03/2003 | 2     |       | Natal                    |                                                |
| Vitória | 2-2    | Fabio Holanda      | Decisão (unânime)                          | Bitetti Combat Nordeste 1               | 28/11/2002 | 3     | 5:00  | Natal                    |                                                |
| Vitória | 1-2    | Wilson Belchoir    | Nocaute (soco)                             | Champions Night 3                       | 08/10/2001 | N/A   |       | Brasil                   |                                                |
| Derrota | 0-2    | Lucas Lopes        | Decisão (unânime)                          | X: Fight                                | 28/09/2001 | 3     | 5:00  | João Pessoa              |                                                |
| Derrota | 0-1    | Gleison Tibau      | Finalização (chave de braço)               | Champions Night 2                       | 30/06/2001 | 2     | 3:31  | Fortaleza                |                                                |